# Collegio di South Shropshire
South Shropshire è un collegio elettorale inglese situato nelle Midlands Occidentali, rappresentato alla Camera dei comuni del Parlamento del Regno Unito. Elegge un membro del parlamento con il sistema first-past-the-post, ossia maggioritario a turno unico; l'attuale parlamentare è Stuart Anderson del Partito Conservatore, che rappresenta il collegio dal 2024.

## Estensione
- 1832-1885: le centine di Brimstey, Chirbury, Condover, Ford, Munslow, Overs, Purslow (inclusa Clun) e Stoddesdon, e la giurisdizione di Wenlock.[1]
- dal 2024: le divisioni elettorali della contea dello Shropshire di Alveley and Claverley; Bishop’s Castle; Bridgnorth East and Astley Abbotts; Bridgnorth West and Tasley; Broseley; Brown Clee; Burnell; Chirbury and Worthen; Church Stretton and Craven Arms; Clee; Cleobury Mortimer; Clun; Corvedale; Highley; Ludlow East; Ludlow North; Ludlow South; Much Wenlock; Severn Valley e Worfield.[2]

## Membri del parlamento
| Elezione | Elezione                                 | Elezione             | Primo deputato                   | Primo partito    | Secondo deputato | Secondo partito  |
| -------- | ---------------------------------------- | -------------------- | -------------------------------- | ---------------- | ---------------- | ---------------- |
|          |                                          | 1832                 | Henry Vane, II duca di Cleveland | Tory             | Robert Clive     | Tory             |
|          |                                          | 1834                 | Henry Vane, II duca di Cleveland | Conservatore     | Robert Clive     | Conservatore     |
| 1842 (S) | Orlando Bridgeman, III conte di Bradford |                      |                                  | Conservatore     | Robert Clive     | Conservatore     |
| 1854 (S) | Orlando Bridgeman, III conte di Bradford | Robert Windsor-Clive |                                  | Conservatore     |                  | Conservatore     |
| 1859 (S) | Orlando Bridgeman, III conte di Bradford | Sir Baldwin Leighton |                                  | Conservatore     |                  | Conservatore     |
| 1865 (S) | Percy Egerton Herbert                    | Sir Baldwin Leighton |                                  | Conservatore     |                  | Conservatore     |
|          | Percy Egerton Herbert                    | 1865                 | Jasper More                      | Conservatore     | Liberale         |                  |
|          | Percy Egerton Herbert                    | 1868                 | Edward Corbett                   | Conservatore     | Conservatore     |                  |
| 1876 (S) | John Edmund Severne                      |                      | Edward Corbett                   | Conservatore     | Conservatore     |                  |
| 1877 (S) | John Edmund Severne                      | Baldwyn Leighton     |                                  | Conservatore     | Conservatore     |                  |
|          |                                          | 1885                 | Collegio abolito                 | Collegio abolito | Collegio abolito | Collegio abolito |

| Elezione | Elezione | Deputato        | Partito      |
| -------- | -------- | --------------- | ------------ |
|          | 2024     | Stuart Anderson | Conservatore |

## Elezioni

### Elezioni negli anni 2020
| Partito                    | Partito                                         | Candidato                  | Risultati 4 luglio 2024 | Risultati 4 luglio 2024 |
| Partito                    | Partito                                         | Candidato                  | Voti                    | %                       |
| -------------------------- | ----------------------------------------------- | -------------------------- | ----------------------- | ----------------------- |
|                            | Conservatore                                    | Stuart Anderson            | 17 628                  | 34,13                   |
|                            | Lib Dem                                         | Matthew Green              | 16 004                  | 30,98                   |
|                            | Reform UK                                       | Charles Shackerley-Bennett | 9 171                   | 17,76                   |
|                            | Laburista                                       | Simon Thomson              | 6 939                   | 13,43                   |
|                            | Verdi                                           | Hilary Wendt               | 1 911                   | 3,70                    |
|                            |                                                 |                            |                         |                         |
| Iscritti                   | Iscritti                                        | Iscritti                   | 76 723                  | 100,00                  |
| ↳ Votanti (% su iscritti)  | ↳ Votanti (% su iscritti)                       | ↳ Votanti (% su iscritti)  | 51 653                  | 67,32                   |
| ↳ Astenuti (% su iscritti) | ↳ Astenuti (% su iscritti)                      | ↳ Astenuti (% su iscritti) | 25 070                  | 32,68                   |
|                            |                                                 |                            |                         |                         |
|                            | Esito: collegio a Conservatore (nuovo collegio) |                            |                         |                         |